# Gubernatorstwo Al-Kasrajn
Gubernatorstwo Al-Kasrajn (arab. ولاية القصرين, fr. Gouvernorat de Kasserine) – jest jednym z 24 gubernatorstw w Tunezji, znajdujące się w zachodniej części kraju.